# Каплан, Моисей Яковлевич
Моисей Яковлевич Каплан — специалист по электрическим машинам, лауреат Государственной премии СССР (1967).
Родился в 1900 году.
Окончил Азербайджанский политехнический институт (1929).
С 1929 г. работал на Ленинградском заводе «Электросила», руководитель конструкторской группы. Во время войны — в эвакуации, инженер завода «Уралэлектроаппарат».
Лауреат Государственной премии СССР 1967 года (в составе коллектива) — за участие в создании гидрогенераторов для Братской ГЭС.
Соавтор справочника, выдержавшего 7 изданий:
- Обмотки электрических машин / [В. И. Зимин, М. Я. Каплан, М. М. Палей]. — 7-е изд., перераб. — Ленинград : Энергия. Ленингр. отд-ние, 1975. — 485 с. : ил. ; 22 см.

Сочинения:
- Руководство для обмотчиков электрических машин постоянного тока [Текст] : Утв. Центротехпропом НКТП в качестве учебника для кружков по техминимуму / М. Я. Каплан, П. А. Хаккен. — Ленинград ; Москва : тип. им. Евг. Соколовой, 1933 (Л.). — Переплет, 139 с. : ил.; 19х13 см. — (Учеб. пособия по техминимуму).
- Вопросы расчета, конструирования, исследования и эксплуатации подпятников мощных гидрогенераторов Ленинградского электротехнического объединения «Электросила» [Текст] / М. Я. Каплан, П. П. Запольский, Ф. М. Детинко. — Ленинград : [б. и.], 1969. — 39 с. : ил.; 21 см. — (Материалы Научно-технической конференции по турбо- и гидрогенераторам и синхронным компенсаторам/ ВНИИЭлектромаш; 50).
- Обмотки электрических машин постоянного и переменного тока [Текст] / П. А. Хаккен, А. И. Еремеев, М. Я. Каплан. — Ленинград ; Москва : Госэнергоиздат, 1941 (Ленинград). — 236 с., 1 вкл. л. схем. и таб. : ил. и черт., схем. и табл.; 23 см.
- Обмотчик электрических машин постоянного тока [Текст] : Утв. ГУУЗ НКТП СССР в качестве учебника для курсов техминимума / П. А. Хаккен, М. Я. Каплан, А. И. Еремеев. — 3-е изд., перераб. и доп. — Ленинград ; Москва : Онти. Глав. ред. лит-ры, 1936 (Л. : тип. им. Евг. Соколовой). — Переплет, 180 с., 1 вкл. л. табл. : ил.; 20х14 см. — (Технический минимум).
- Подпятники, направляющие подшипники и крестовины мощных гидрогенераторов [Текст] / М. Я. Каплан, Э. В. Школьник, М. И. Зунделевич, С. А. Прутковский. — Ленинград : Энергия. Ленингр. отд-ние, 1968. — 92 с. : ил.; 20 см. — (Технология электромашиностроения; Вып. 5-а).
- Каплан М. Я., Палей А. М., Зимин В. И. Обмотки электрических машин. — 6-е изд., перераб. [и доп.]. — Ленинград : Энергия. Ленингр. отд-ние, 1970. — 471 с. : ил. ; 22 см.